# SnRNA

Splicing

snRNA (small nuclear RNA, tedy v překladu malá jaderná RNA) je typ nekódující RNA, podílející se na procesu zvaném splicing, při němž dochází k vystříhání intronů z pre-mRNA. Za typ snRNA ovšem mohou být považovány i tzv. snoRNA, které mají poněkud odlišnou funkci.

## Funkce
snRNA je zajímavá tím, že je schopná katalytické aktivity, což mají v rukou obvykle jen proteiny. Jsou schopné rozeznat na vláknu mRNA místa, kde končí exon a začíná intron, a umožňují tak spolu s několika proteiny vystřihnutí nekódujících sekvencí, jimiž introny jsou.

## Struktura
Na splicingu se podílí velký komplex složený z množství proteinů a RNA, tzv. spliceozom. Jádro spliceozomu tvoří komplexy zvané snRNP (small nuclear ribonukleoprotein). Ty se skládají právě z snRNA a navíc v obvyklém případě asi ze sedmi proteinů. snRNA je výjimečně bohatá na uridinové nukleosidy.